# Stor hustru
Stor hustru (engelska: Great Wife) eller i Västafrika Senior hustru (Senior Wife), är en hederstitel som används i traditionella afrikanska polygama äktenskap för den hustru som har högst rang bland en kunglig mans hustrur. 
Begreppet används allmänt bland i modern tid i Afrika för att beskriva vilken av en kunglig eller aristokratisk afrikansk mans hustrur som har högst rang (det gäller dock inte muslimska kulturer i Afrika, då en muslimsk mans hustrur enligt islamisk lag måste ha samma rang). 
I forntidens Egypten kallades faraos främst hustru och drottning för stor kunglig hustru.
Närliggande kulturer, som den i Kush, hade en liknande sed. Seden att en av de kungliga hustrurna har högre rang än de övriga har fortsatt i vissa traditionella afrikanska kungahus. Exempel på kungahus med denna sed är Zulu, Yoruba och Swaziland. 
Den främsta hustrun hade ofta auktoritet över sin makes övriga hustrur, och kunde ha offentliga representativa uppgifter som de övriga hustrurna inte hade.
Någon roll liknande den som spelades av drottningar i Europa hade hon dock sällan, eftersom den typen av roll i Afrika snarare spelades av den så kallade drottningmodern, som sällan var kungens hustru utan oftast hans mor, syster eller annan kvinnlig släkting. 
En stor hustrus eller huvudhustrus rättigheter varierade dock mellan de specifika afrikanska kulturerna. I sydafrikanska kulturer var huvudhustrun oftast den hustru som var av högst börd och genom vilken en kung fick sin rätt att regera. 
I nigerianska kulturer kunde en make skilja sig från en hustru som visade brist på respekt för huvudhustrun.